# Turmequé

Localização de Turmeque no departamento de Boyacá.

Turmeque é um município no departamento de Boyacá, na Colômbia.